# Guilty Crown
Guilty Crown (ギルティクラウン?) es una serie japonesa de anime de 2011 producida por Production I.G, la cual se emitió en Fuji TV, en el espacio de programación de noitaminA desde octubre de 2011 a marzo de 2012.
La serie fue dirigida por Tetsurō Araki, con el guion realizado por Hiroyuki Yoshino, diseño de personajes por redjuice y música por el compositor y letrista de Supercell Ryo. El 12 de octubre de 2011 comenzó a publicarse la adaptación al manga en la revista Gekkan Shōnen Gangan. El dibujante es Shion Mizuki y el guionista es Yōsuke Miyagi.

## Argumento
La historia de Guilty Crown empieza en el 2029 cuando el virus extraterrestre llamado "Apocalipsis" se extiende y hunde Japón en un estado de caos conocido como "Lost Christmas" (La Navidad Perdida). Después de la tragedia una organización internacional conocida como GHQ (Cuartel General) interviene aplicando la ley marcial y restaura el orden a Japón a costa de su independencia.
Diez años después en 2039, Shu Ouma un joven de instituto de 17 años, conoce a Inori Yuzuriha, la vocalista de Egoist, un popular grupo, mientras visitaba uno de sus sitios favoritos de camino a casa. En este encuentro, Shu descubre que Inori es miembro de los Undertakers, un grupo de resistencia cuyo objetivo es liberar a Japón del GHQ. Shu empieza a tomar parte en las acciones de los Undertakers cuando obtiene accidentalmente El poder del Rey. Esta "marca" le otorga el poder de materializar el corazón de las personas en armas y utilizarlas a voluntad.

## Personajes
Shu Ouma
 Seiyū: Yūki Kaji
Tiene 17 años. Asiste a la Primera Preparatoria de Tennouzu. Está en segundo grado, en la clase B. Es miembro del Grupo de Investigación de Imágenes en Movimiento Modernas. Obtiene "El Poder del Rey" luego de un encuentro accidental con Inori. Lo que le permite materializar y sacar desde el interior de los corazones de la gente objetos conocidos como Voids, cada objeto se ajusta con la personalidad, sentimientos y forma de ser del dueño materializándose con la forma de una herramienta que posee un poder específico; sin embargo Shu posee la habilidad de utilizarlos a su máximo rendimiento, cosa que usualmente ni siquiera su dueño es capaz de lograr. Después de usar este poder en Inori para salvarlos a ambos, Gai, el líder de la Funeraria, organización creada con el fin de liberar a Japón de la GHQ, invita a Shu a la organización con el fin de usar su poder, a medida que avanza la historia Shu se percata de muchas memorias de su pasado que su inconsciente reprimió.
Inori Yuzuriha
 Seiyū: Ai Kayano
Tiene 17 años. Es la vocalista del grupo "Egoist" y miembro la Funeraria. Es la responsable de que Shu se viera involucrado con el grupo rebelde. Por lo general es muy reservada, teniendo más cercanía a Gai, incluso cuando no entiende sus propios sentimientos; cuando se la ve en uno de los episodios preguntándole si lo que siente por Shu es amor. Cerca del final de la historia se revela que su cuerpo fue artificialmente creado para almacenar el alma de Mana, la hermana de Shu. Su Void es una espada gigante capaz de cortar cualquier cosa, se puede ver que también es capaz de fusionarse con otros Voids. También es capaz de tocar la canción que hace de antídoto contra el virus del Apocalipsis.
Gai Tsutsugami
 Seiyū: Yūichi Nakamura (actor nacido en 1980)
Tiene 21 años. Es el carismático y joven líder del grupo de resistencia Undertakers. Su objetivo es lograr el éxito de la revolución, guiando "El Poder del Rey" que tiene Shu. Es el mejor amigo de Shu en la infancia. Se enamora de Mana cuando es encontrado por ella en la playa, por esto ella le apoda Tritón. En ciertas ocasiones, se lo ve debilitado debido a que fue muy afectado por el virus apocalíptico, de tal modo que Inori le ayuda con su sangre.
Mana Ouma
Hermana mayor de Shu, fue la primera persona infectada con el virus Apocalipsis y también la primera en tener contacto con el meteorito Apocalipsis. También es conocida como Eva, la primera, esta quería un Adan para la creación de una nueva raza y escogió a Shu cuando aún estaba en el vientre de su madre. De niños, el ser rechazada por Shu fue el detonante para que Mana causara el primer Lost Christmas, evento que hizo que todo Japón se infectara. También es capaz de tocar la canción que activa la resonancia y que da inicio al Apocalipsis.

## Terminología
Virus Apocalipsis
Un nuevo virus mortal que cristaliza cancerígenamente a sus víctimas. Originalmente expuesto por un meteorito que cayó en Japón. Los mecanismos de transmisión no son bien entendidos pero en la infección, la víctima muestra una serie de síntomas como la cristalización de partes de su cuerpo. También un síntoma destacado es que los infectados muestren signos de locura o sadismo. Se creó una vacuna para contrarrestar hasta el nivel medio de la infección. Su primera portadora fue Mana.
Navidad perdida (Lost Christmas)
El 24 de diciembre de 2029, Mana enloquece de dolor y se descontrola en Roppongi, Tokio, trayendo consigo la creación de un enorme foco de infección del virus Apocalipsis. Esto ocasionó un caótico tumulto en el país, debido al tóxico aire en que se esparcía el virus. Incapaz de contenerlo, Japón pidió ayuda internacional.
GHQ
Una organización internacional respaldada por las Naciones Unidas, que llegó a Japón para ayudar a combatir el virus de la "Navidad Perdida". Luego de establecer el orden en el país, Japón entregó sus deberes administrativos al GHQ para pasar a ser el oficial gobierno interino de Japón, teniendo a las fuerzas de GHQ para administrar las leyes marciales.
Anticuerpos
Oficialmente conocidos como las Fuerzas Especiales de Contra medidas del Virus Apocalipsis, los anticuerpos son la unidad de control de GHQ encargados de la epidemia del virus. Una unidad militar independiente, los anticuerpos tienen acceso a un equipo especial y recursos para combatir la propagación del virus Apocalipsis. Tienen la autoridad de detener y poner en cuarentena a los contagiados si es necesario, y usar fuerza letal para contener cualquier brote.
Sōgisha (Undertakers, Funeraria o Sepultureros)
Un grupo de resistencia terrorista que apunta liberar a Japón del GHQ. Su sede se encuentra en un edificio de Roppongi, llamando "Fuerte Roppongi".
Endlave
Máquinas de combate humanoide. Los pilotos operan los Endlave mediante sus mentes. Por la razón de que los pilotos experimentan cualquier daño que sientan los Endlave, deben ser expulsados o desconectados de su Endlave o de lo contrario sufrirían una descompostura.
Void Genoma
Conocido como "El poder del rey", es un arma genética que da la habilidad de extraer "Voids" de las personas. Se necesita tener contacto visual para que el poder haga efecto, sin embargo, es posible la extracción del Void si la víctima cree que hay contacto visual. Luego de haber usado el poder en un individuo, este olvidara que su Void ha sido extraído.
Void
Un Void es un objeto o arma, que es extraído con "El poder del rey", de las personas. Los Voids reflejan la personalidad y sentimientos de sus dueños, y en ocasiones se los han llamado "los corazones de las personas". Toda persona aloja uno en su interior y cada uno posee un aspecto y poder específico modelado desde la personalidad, sentimientos y forma de ser del dueño, peden ser muy poderosos, sin embargo, solo quien posea "El poder del rey" puede extraerlos, utilizar su máximo potencial o regresarlos al cuerpo de su dueño. Sin embargo, cuando un Void se rompe, su dueño muere.
Sephirah Genomics
Una compañía farmacéutica internacional con lazos cercanos a la GHQ. Son responsables de crear la vacuna para el virus Apocalipsis y el Void Genoma.
Norma Gene
Una droga que fue creada accidentalmente a partir de la creación de la vacuna del virus Apocalipsis. Fue creada luego de la Navidad perdida por Sephirah Genomics.

## Episodios
| N.º de Episodio | Nombre Del Episodio         |
| --------------- | --------------------------- |
| Fase 1          | Génesis                     |
| Fase 2          | Supervivencia Del Más Apto  |
| Fase 3          | Muestra De Void             |
| Fase 4          | Flujo                       |
| Fase 5          | Un Preparativo              |
| Fase 6          | Leucocitos                  |
| Fase 7          | Ronda De Baile              |
| Fase 8          | Comportamiento De Noviazgo  |
| Fase 9          | Presa                       |
| Fase 10         | Retracción                  |
| Fase 11         | Resonancia                  |
| Fase 11.5       | Re-Clasificación (Especial) |
| Fase 12         | Navidad perdida             |
| Fase 13         | Aislamiento                 |
| Fase 14         | Elección                    |
| Fase 15         | Sacrificio                  |
| Fase 16         | El Tirano                   |
| Fase 17         | Éxodo                       |
| Fase 18         | Amado...                    |
| Fase 19         | Renacimiento                |
| Fase 20         | Diario                      |
| Fase 21         | Aparición                   |
| Fase 22         | Convergencia                |

## Producción
- Director - Tetsurō Araki[3][6]
- Composición - Hiroyuki Yoshino[3][6]
- Composición (asistente) - Ichirō Ōkouchi[6]
- Diseño de personajes - redjuice[3][6]
- Música - Hiroyuki Sawano "My dearest" Supercell
- Composición de canciones - ryo (Supercell)[3][6]
- Animación' - Production I.G, Estudio 6[3][6]
- Producción - Comité de Producción de Guilty Crown (Aniplex, Fuji TV, Production I.G, Dentsu y Movic)

## Música
La música usada en Guilty Crown fue compuesta por Hiroyuki Sawano. Los dos temas de apertura y de cierre fueron escritos por Supercell. El primer tema de apertura se titula "My Dearest" y es interpretado por Koeda. El primer tema de cierre se llama "Departures ~Anata ni Okuru Ai no Uta~" (Departures ~あなたにおくるアイの歌~ Departures (Envía tu canción de amor)) y es interpretada por Egoist, banda de ficción creada en la serie. El segundo tema de apertura se titula "The Everlasting Guilty Crown" interpretado por Egoist y el segundo tema de cierre se llama "Kokuhaku" (告白, "Confesión") interpretado por Supercell.

## Adaptaciones

### Manga
Una serialización al manga empezó a publicarse en la editorial de Square Enix Gangan Comics, en la revista Gekkan Shōnen Gangan. La serialización empezó en la edición de noviembre de 2011 de Monthly Shōnen Gangan, lanzada el 12 de octubre.
- Dibujo - Shion Mizuki
- Guion - Yōsuke Miyagi

### Videojuego
El Juego fue lanzado el 26 de julio de 2012, creado por Nitroplus, y llamado Guilty Crown: Lost Christmas (ギルティクラウン ロストクリスマス Giruti Kuraun Rosuto Kurisumasu?). La novela visual se anunció previamente con el nombre de Lost X. El escritor de escenarios, Jin Hanegaya, también escribió Demonbane.
El Juego transcurre 10 años antes de los sucesos del anime, y explica los sucesos del "Lost Christmas". Sus personaje principales son Scrooge, un hombre con el que han hecho varios experimentos en una desconocida base, y por lo cual olvido su verdadero nombre, y Carol, una mujer que también estaba sometida a varios experimentos, y es la que sabe el nombre clave de Scrooge.
- Director y Guion - Jin Hanegaya
- Diseño de personajes - Chuuouhigashiguchi
- Intérprete del Tema - Kanako Itō
- Desarrollador - Nitroplus